# Ibne Ixaque
Maomé ibne Ixaque ibne Iaçar (Muhammad ibn Ishaq ibn Yasar), ou simplesmente Ibne Ixaque (em árabe: ابن إسحاق, "o filho de Isaac"; m. 767 ou 761) foi um historiador islâmico árabe. Ele coletou tradições orais e compilou a base da primeira biografia do profeta islâmico Maomé. Essa biografia é usualmente chamada de Sirat Rasul Allah (Caminho do Mensageiro de Alá).

## Biografia
De acordo com Guillaume (pp. xiii-xiv), ibne Ixaque nasceu por volta de AH 85, ou 704 AD, em Medina. Ele foi o mais velho dos filhos de Iaçar, que foi capturado numa das campanhas de Calide ibne Ualide e levado para Medina como escravo. Iaçar converteu-se para o islã e foi liberto. O filho de Iaçar, Ixaque, foi um tradicionalista que coletou e recontou contos do passado. Maomé ibne Ixaque deu prosseguimento ao trabalho de seu pai.
Aos trinta anos ele viajou para a província islâmica do Egito para estudar a leitura tradicionalista de Iázide ibne Abu Habibe. Depois ele viajou mais longe, para onde é o atual Iraque. Lá, a nova dinastia abássida, tendo derrotado os califas omíadas, estabeleceram a nova capital em Bagdá. Ibne Ixaque mudou para a capital e adaptou-se ao novo regime. Ele morreu em Bagdá em 767.